# Zeuxine nervosa
Zeuxine nervosa är en orkidéart som först beskrevs av Nathaniel Wallich och John Lindley, och fick sitt nu gällande namn av George Bentham och Henry Trimen. Zeuxine nervosa ingår i släktet Zeuxine och familjen orkidéer. Inga underarter finns listade i Catalogue of Life.